# Okręg wyborczy nr 5 do Parlamentu Europejskiego w Polsce
Okręg wyborczy nr 5 do Parlamentu Europejskiego w Polsce – okręg wyborczy obejmujący teren części województwa mazowieckiego, z siedzibą okręgowej komisji wyborczej w Warszawie. Obejmuje obszar miast na prawach powiatu Płocka, Radomia, Ostrołęki i Siedlec oraz powiatów ciechanowskiego, gostynińskiego, mławskiego, płockiego, płońskiego, przasnyskiego, sierpeckiego, sochaczewskiego, żuromińskiego, żyrardowskiego, białobrzeskiego, grójeckiego, kozienickiego, lipskiego, przysuskiego, radomskiego, szydłowieckiego, zwoleńskiego, garwolińskiego, łosickiego, makowskiego, mińskiego, ostrołęckiego, ostrowskiego, pułtuskiego, siedleckiego, sokołowskiego, węgrowskiego, wyszkowskiego.

## Wyniki wyborów
| Podział 3 mandatów: Samoobrona: 1 PSL: 1 LPR: 1 |

| Podział 3 mandatów: PSL: 1 PO: 1 PiS: 1 |

| Podział 3 mandatów: PSL: 1 PO: 1 PiS: 1 |

| Podział 3 mandatów: KE: 1 PiS: 2 |

| Podział 3 mandatów: KO: 1 PiS: 2 |

## Reprezentanci okręgu
| PE   | Rok  | Poseł KW          | Poseł KW                | Poseł KW      | Poseł KW         | Poseł KW                           | Poseł KW       |
| ---- | ---- | ----------------- | ----------------------- | ------------- | ---------------- | ---------------------------------- | -------------- |
| VI   | 2004 |                   | M. Czarnecki Samoobrona |               | D. Grabowski LPR |                                    | Z. Kuźmiuk PSL |
| VII  | 2009 |                   | A. Bielan PiS           |               | J. Hibner PO     | J. Kalinowski PSL (2009) KE (2019) |                |
| VIII | 2014 | Z. Kuźmiuk PiS    | J. Pitera PO            |               |                  | J. Kalinowski PSL (2009) KE (2019) |                |
| IX   | 2019 | Z. Kuźmiuk PiS    |                         | A. Bielan PiS |                  | J. Kalinowski PSL (2009) KE (2019) |                |
| IX   | 2023 | R. Romanowski PiS |                         | A. Bielan PiS |                  | J. Kalinowski PSL (2009) KE (2019) |                |
| X    | 2024 | J. Ozdoba PiS     |                         | A. Bielan PiS | A. Halicki KO    |                                    |                |

### Wybory do Parlamentu Europejskiego 2004
| Komitet wyborczy                                      | Komitet wyborczy                                                      | Głosów | %     | Mandaty | Wybrani posłowie  |
| ----------------------------------------------------- | --------------------------------------------------------------------- | ------ | ----- | ------- | ----------------- |
|                                                       | Samoobrona Rzeczpospolitej Polskiej                                   | 71 323 | 20,84 | 1       | Marek Czarnecki   |
|                                                       | Liga Polskich Rodzin                                                  | 63 944 | 18,68 | 1       | Dariusz Grabowski |
|                                                       | Platforma Obywatelska RP                                              | 54 702 | 15,98 | –       |                   |
|                                                       | Polskie Stronnictwo Ludowe                                            | 48 930 | 14,30 | 1       | Zbigniew Kuźmiuk  |
|                                                       | Prawo i Sprawiedliwość                                                | 37 947 | 11,09 | –       |                   |
|                                                       | KKW Sojusz Lewicy Demokratycznej – Unia Pracy                         | 22 297 | 6,51  | –       |                   |
|                                                       | KWW Socjaldemokracji Polskiej                                         | 13 137 | 3,84  | –       |                   |
|                                                       | Unia Wolności                                                         | 10 379 | 3,03  | –       |                   |
|                                                       | Unia Polityki Realnej                                                 | 6113   | 1,79  | –       |                   |
|                                                       | Narodowy KWW                                                          | 3149   | 0,92  | –       |                   |
|                                                       | Inicjatywa dla Polski                                                 | 2605   | 0,76  | –       |                   |
|                                                       | Polska Partia Pracy                                                   | 2553   | 0,75  | –       |                   |
|                                                       | KKW Krajowa Partia Emerytów i Rencistów – Partia Ludowo-Demokratyczna | 2447   | 0,71  | –       |                   |
|                                                       | KWW – Ogólnopolski Komitet Obywatelski „OKO”                          | 1811   | 0,53  | –       |                   |
|                                                       | Polska Partia Narodowa                                                | 912    | 0,27  | –       |                   |
| Frekwencja: 17,99% Źródło: Państwowa Komisja Wyborcza |                                                                       |        |       |         |                   |

### Wybory do Parlamentu Europejskiego 2009
| Komitet wyborczy                                      | Komitet wyborczy                                                       | Głosów  | %     | Mandaty | Wybrani posłowie    |
| ----------------------------------------------------- | ---------------------------------------------------------------------- | ------- | ----- | ------- | ------------------- |
|                                                       | Prawo i Sprawiedliwość                                                 | 129 165 | 33,28 | 1       | Adam Bielan         |
|                                                       | Platforma Obywatelska RP                                               | 114 000 | 29,37 | 1       | Jolanta Hibner      |
|                                                       | Polskie Stronnictwo Ludowe                                             | 72 551  | 18,69 | 1       | Jarosław Kalinowski |
|                                                       | KKW Sojusz Lewicy Demokratycznej – Unia Pracy                          | 30 225  | 7,79  | –       |                     |
|                                                       | Prawica Rzeczypospolitej                                               | 10 443  | 2,69  | –       |                     |
|                                                       | KKW Porozumienie dla Przyszłości – CentroLewica (PD+SDPL+Zieloni 2004) | 8567    | 2,21  | –       |                     |
|                                                       | Libertas                                                               | 8437    | 2,17  | –       |                     |
|                                                       | Samoobrona Rzeczpospolitej Polskiej                                    | 7995    | 2,06  | –       |                     |
|                                                       | Unia Polityki Realnej                                                  | 3832    | 0,99  | –       |                     |
|                                                       | Polska Partia Pracy                                                    | 2931    | 0,76  | –       |                     |
| Frekwencja: 19,74% Źródło: Państwowa Komisja Wyborcza |                                                                        |         |       |         |                     |

### Wybory do Parlamentu Europejskiego 2014
| Komitet wyborczy                                      | Komitet wyborczy                              | Głosów  | %     | Mandaty | Wybrani posłowie    |
| ----------------------------------------------------- | --------------------------------------------- | ------- | ----- | ------- | ------------------- |
|                                                       | Prawo i Sprawiedliwość                        | 163 775 | 41,77 | 1       | Zbigniew Kuźmiuk    |
|                                                       | Platforma Obywatelska RP                      | 75 369  | 19,22 | 1       | Julia Pitera        |
|                                                       | Polskie Stronnictwo Ludowe                    | 61 259  | 15,62 | 1       | Jarosław Kalinowski |
|                                                       | Nowa Prawica – Janusza Korwin-Mikke           | 27 671  | 7,06  | –       |                     |
|                                                       | KKW Sojusz Lewicy Demokratycznej – Unia Pracy | 24 647  | 6,29  | –       |                     |
|                                                       | KKW Europa Plus Twój Ruch                     | 10 710  | 2,73  | –       |                     |
|                                                       | Polska Razem Jarosława Gowina                 | 10 485  | 2,67  | –       |                     |
|                                                       | Solidarna Polska Zbigniewa Ziobro             | 11 464  | 2,92  | –       |                     |
|                                                       | KWW Ruch Narodowy                             | 6686    | 1,71  | –       |                     |
| Frekwencja: 20,08% Źródło: Państwowa Komisja Wyborcza |                                               |         |       |         |                     |

### Wybory do Parlamentu Europejskiego 2019
| Komitet wyborczy                                      | Komitet wyborczy                                 | Głosów  | %     | Mandaty | Wybrani posłowie                                |
| ----------------------------------------------------- | ------------------------------------------------ | ------- | ----- | ------- | ----------------------------------------------- |
|                                                       | Prawo i Sprawiedliwość                           | 512 158 | 60,20 | 2       | Adam Bielan, Zbigniew Kuźmiuk, Rafał Romanowski |
|                                                       | KKW Koalicja Europejska PO PSL SLD .N Zieloni    | 227 106 | 26,69 | 1       | Jarosław Kalinowski                             |
|                                                       | KWW Konfederacja KORWiN Braun Liroy Narodowcy    | 34 923  | 4,10  | –       |                                                 |
|                                                       | Wiosna Roberta Biedronia                         | 33 302  | 3,91  | –       |                                                 |
|                                                       | KWW Kukiz’15                                     | 27 829  | 3,27  | –       |                                                 |
|                                                       | KWW Polska Fair Play Bezpartyjni Gwiazdowski     | 6784    | 0,80  | –       |                                                 |
|                                                       | KKW Lewica Razem – Partia Razem, Unia Pracy, RSS | 6434    | 0,76  | –       |                                                 |
|                                                       | Jedność Narodu                                   | 2211    | 0,26  | –       |                                                 |
| Frekwencja: 43,31% Źródło: Państwowa Komisja Wyborcza |                                                  |         |       |         |                                                 |

### Wybory do Parlamentu Europejskiego 2024
| Komitet wyborczy                                      | Komitet wyborczy                                                           | Głosów  | %     | Mandaty | Wybrani posłowie          |
| ----------------------------------------------------- | -------------------------------------------------------------------------- | ------- | ----- | ------- | ------------------------- |
|                                                       | Prawo i Sprawiedliwość                                                     | 353 247 | 49,17 | 2       | Adam Bielan, Jacek Ozdoba |
|                                                       | KKW Koalicja Obywatelska                                                   | 171 044 | 23,81 | 1       | Andrzej Halicki           |
|                                                       | Konfederacja Wolność i Niepodległość                                       | 92 949  | 12,94 | –       |                           |
|                                                       | KKW Trzecia Droga Polska 2050 Szymona Hołowni – Polskie Stronnictwo Ludowe | 65 399  | 9,10  | –       |                           |
|                                                       | KKW Lewica                                                                 | 23 383  | 3,25  | –       |                           |
|                                                       | KWW Bezpartyjni Samorządowcy – Normalna Polska w Normalnej Europie         | 5000    | 0,70  | –       |                           |
|                                                       | KWW Głos Silnej Polski                                                     | 2167    | 0,30  | –       |                           |
|                                                       | Normalny Kraj                                                              | 1596    | 0,22  | –       |                           |
|                                                       | PolEXIT                                                                    | 1447    | 0,20  | –       |                           |
|                                                       | Ruch Naprawy Polski                                                        | 1426    | 0,20  | –       |                           |
|                                                       | Polska Liberalna Strajk Przedsiębiorców                                    | 733     | 0,10  | –       |                           |
| Frekwencja: 37,91% Źródło: Państwowa Komisja Wyborcza |                                                                            |         |       |         |                           |